# 愛のソレア
『愛のソレア』（あいのソレア）は、2004年9月27日から12月29日まで、東海テレビを制作局としてフジテレビ系列で放送された昼のテレビドラマである。全66回。タイトルの「ソレア」とはフラメンコの代表的な曲種の一つであり、孤独（soledad）を語源に持つと言われる情念豊かな曲である。

## あらすじ

### 第1部・第2部
昭和32年。両親に先立たれた須藤美保は、生活のため故郷の伊豆に弟を残し、生活のため新宿の赤線の娼婦となった。しかしたった一人の身内である幼い弟・晃は美保が娼婦をしていることを知り、自ら車に飛び込み自殺してしまう。美保は心優しい娼館の息子・洋一と恋に落ちる。美保を水揚げした資産家・久我は二人の恋を陰ながら見守っていた。洋一の異母妹・凛子は洋一に恋をしており、継母・マサと共に二人の恋を邪魔する。美保が洋一の子を妊娠すると、マサは強制的に堕胎し、凛子と洋一は婚約した。美保と洋一は駆け落ちの末に心中するが、美保は助けられ、洋一は行方不明になる。久我は騒動の責任を取ると娼館の主に言い、美保は洋一への思いを断ち切るかのように久我の愛人として身請けされた。その後、洋一は家に戻った。大きな怪我をして漁師の家にいたのだった。数年後、美保と洋一は出会い、再び恋に落ちるが、嫉妬に狂った洋一の妻・知子は洋一と無理心中してしまう。

### 第3部・第4部
16年後、洋一の遺児・恭一は凛子が母代わりとなって育てていた。美保は人気女優・花園しのぶとなり、久我との関係を続けながらも華麗な男性遍歴を繰り返していた。凛子の夫であるTVプロデューサーの宗司は、しのぶの愛人の一人であった。花園しのぶのファンであった恭一は、偶然公園で彼女と出会う。恭一のピュアな心はすさんだしのぶの心を動かし、二人はベテラン女優と高校生という立場や年齢差を超えて恋に落ち、愛し合うようになる。夫と恭一が美保と関係があることを知った凛子は、週刊誌に「花園しのぶは女郎だった」とリークしてしまう。女優生命を絶たれた美保が悲しみの中で書いた自叙伝はヒットし、再び女優・花園しのぶとして華やかな世界に戻るが、恭一に片想いする同級生の少女からの嫉妬や凛子の妨害などの最中、妊娠に気づく。恭一の子とも久我の子ともわからないが、妻に先立たれた久我は美保に求婚する。美保は初恋の人の遺児である若い恭一の未来を思い、恭一に別れを告げて久我と結婚し、女優を引退する。父・洋一と美保の悲恋を知らぬ恭一は、年上の女優・花園しのぶに弄ばれたという気持ちで一杯であった。6年後、ビスクドール講師となった美保は、雑誌記者となった恭一と再会、二人は次第にプラトニックな関係となる。それを恭一の妻・真理子や久我が知ることとなり、愛の運命はさらに動き出す。

## サブタイトル
| 回数   | 第1,2部（第1週-第4週） | 回数   | 第3部（第4週-第8週） | 回数   | 第4部（第9週-第14週) |
| ------ | ---------------------- | ------ | -------------------- | ------ | -------------------- |
| 第1回  |                        | 第19回 | 花園しのぶ伝説       | 第40回 | 話題の人形作家       |
| 第2回  |                        | 第20回 | スクープ写真         | 第41回 | 誘拐未遂事件         |
| 第3回  | -                      | 第21回 | 混乱の製作発表       | 第42回 | 今はの際の告白       |
| 第4回  | -                      | 第22回 | 女の熾烈な戦い       | 第43回 | 妻の隠し事           |
| 第5回  | -                      | 第23回 | 女優生命の危機       | 第44回 | 妻を観察する目       |
| 第6回  | 駆け落ちの誘い         | 第24回 | 屈辱の主役降板       | 第45回 | 燃えさかる嫉妬       |
| 第7回  | 愛を略奪する罠         | 第25回 | 恋する十七歳         | 第46回 | 暴走する愛           |
| 第8回  | 予期せぬ妊娠           | 第26回 | 卑怯な共犯者         | 第47回 | あこがれの先生       |
| 第9回  | 襲撃事件の黒幕         | 第27回 | 運命の一夜…          | 第48回 | 秘密のお出かけ       |
| 第10回 | 決死の逃亡             | 第28回 | どん底の日々         | 第49回 | 愛の宣戦布告         |
| 第11回 | 愛の逃避行             | 第29回 | 涙と感動の自伝       | 第50回 | 怒りのステッキ       |
| 第12回 | 海に消えた恋人         | 第30回 | 手記の中の恋         | 第51回 | 不幸せな妊婦         |
| 第13回 | 奪われた宝物           | 第31回 | 凛子の土下座         | 第52回 | 痛ましい出来事       |
| 第14回 | 夢のような再会         | 第32回 | わがまま降板         | 第53回 | 別れの握手           |
| 第15回 | 心痛い密会             | 第33回 | 男のジェラシー       | 第54回 | 特ダネの会話         |
| 第16回 | 妻の直談判             | 第34回 | 襲いかかる人影       | 第55回 | 秘密が匂う写真       |
| 第17回 | 壊れていく妻           | 第35回 | 隠れたデート         | 第56回 | 嫌がらせの手紙       |
| 第18回 | 冷たい頬…              | 第36回 | 口封じのキス         | 第57回 | 妻の第六感           |
|        |                        | 第37回 | 18歳の求婚           | 第58回 | Wスキャンダル        |
|        |                        | 第38回 | 愛したのは幻…        | 第60回 | 極秘の検査…          |
|        |                        | 第39回 | 女優引退…            | 第61回 | 個展の中止           |
|        |                        |        |                      | 第62回 | 遺伝子的父親         |
|        |                        |        |                      | 第63回 | 生き返った人形       |
|        |                        |        |                      | 第64回 | 決意の退職願         |
|        |                        |        |                      | 第65回 | 飲まなかった薬       |
|        |                        |        |                      | 最終回 | 父娘の赤い糸         |

## キャスト

### 第1部・第2部
- 須藤美保 - 前田綾花
- 田所洋一 - 半田健人
- 田所凛子 - 松下萌子
- 田所源一 - 石田太郎（3・4部にも出演）
- 田所マサ - 奈良富士子
- 田所知子 - 肘井美佳（2部のみ出演）
- 須藤晃 - 桑原成吾（1部のみ出演）
- 久我耕作 - 長谷川初範（3・4部にも出演）

### 第3部・第4部
- 久我美保（須藤美保・花園しのぶ） - 荻野目慶子
- 尾崎恭一 - 堀江慶
- 田所凛子（尾崎凛子） - 星遙子
- 尾崎宗司 - 八木橋修 （3部のみ出演）
- 越谷典子 - 田岡美也子 （3部のみ出演）
- 尾崎万理子 - 高橋美穂 （4部のみ出演）
- 久我美咲 - 田中明 （4部のみ出演）
- 竹内早苗 - 神農幸

ほか

## スタッフ
| - 企画 - 鶴啓二郎（東海テレビ放送） - 脚本 - 小森名津(1-29話、35-48話、54-66話)、岩村匡子(30-34話、49-53話) - 演出 - 佐藤健光、島崎敏樹、茂山佳則 - 演出補 - 茂山佳則、八木茂高、寺地雄一郎、山本大輔、伊藤智明 - 制作主任 - 鹿浜勉、三ツ井なつ子、中川和則 - 制作進行 - 山岸咲恵 ・記録 - 杉谷小百合 - プロデューサー - 平野一夫、福田誠、小松貴生、高村幹 - プロデューサー補 - 吉田邦彦 - 広報 - 植木圭一（東海テレビ放送）、山本聡美（東海テレビ放送） - スチル - 藤平清史 - ホームページ - 津留由布子 - ビスクドール指導 - 辻容子 - 音楽 - 寺嶋民哉 - 音楽制作 - インスパイア・ホールディングス - 選曲・効果 - 田中稔 - MA - 石北秀尚 - MA助手 - 河野弘貴 - 美術プロデューサー - 津留啓亮 - デザイン - 吉見邦弘 - 美術進行 - 佐々木伸夫 - 大道具 - 竹田勝美、宮本昌和 - 衣裳 - 渡邊純好、中野晴海 - 装飾 - 遠藤剛、野村哲也 - ヘアーメイク - 那須野詞、田中奈緒子 - 持道具 - 細谷恵子 - アクリル装飾 - 北神窓夏 - 建具 - 阿久津正巳（阿久津正己） - 植木装飾 - 高丘誠 | - 美術協力 - rev k shop、ARUKAN、セビアンアクセサリー、マスダ増、GALA、DE RIGO、極楽窯、IKETEI、TISSOT、ムーンハット、日本光電 - 衣裳協力・愛ZECRA、ジュネビビアン、C'EST LA VIE、ローレライ、HANJIRO、ARTISAN銀座店、ラブエル、4298 SHIZUKA KOMURO、センソユニコ、MARGON、リベラル、ristina Rej、フーフォレ、INTERMODE KAWABE、m、キャット、アモイインター - 撮影技術 - 深野雄一 - 技術 - 湯本秀広、末廣健治、石川清一 - カメラ - 武山智則、中村郁夫、南谷浩之、早坂大志、出口朝彦、青木泰弘 - CA - 前田裕絵、島田春香、砂田大樹、中田孝保、岡本世基 - 照明 - 窪田秀樹 - 照明助手 - 保坂裕之、矢尻昌也、荒川光代、北浦彩、和田貴之 - 音声 - 福地弘恭 - 音声助手 - 小泉一真、井村優佑 - VE - 角本輝夫 - 編集 - 白水孝幸 - 編集助手 - 岩満圭 - オンライン編集 - 佐藤利史 - VTR - 森崇嗣、田裕明 - 撮影協力 - 三浦市、西さがみFC、小田原市、中野45番街、瀬田玉川神社、赤坂パーキングセンター株式会社、虎ノ門パストラル、丸善ブックメイツ株式会社、労働金庫会館、善養寺、文化学院、リバーサイドパーク一の谷、ARIMAX HOTEL SHIBUYA、高井戸倶楽部 - 法律監修 - 大野友竹 - 協力 - ビデオフォーカス、フジアール、ARIAKE Studio - 制作 - 東海テレビ放送、泉放送制作 |  |

## 主題歌
- 「口づけ」 作詞・作曲・歌：Fayray、レーベル：R&CJapan